# Cecilio Lopes
Pour les articles homonymes, voir Lopes.
Cecilio Lopes est un footballeur cap-verdien né le 18 mars 1979 à Rotterdam (Pays-Bas).

## Biographie
Né aux Pays-Bas d'un père cap-verdien, il n'était jamais allé au Cap-Vert avant sa sélection.
Il a toujours évolué dans le championnat des Pays-Bas. Formé à l'Excelsior Rotterdam où il a joué pendant 5 ans, il a même joué en équipe des Pays-Bas espoirs.
Lors de son passage au FC Dordrecht, il devient le goaleador de l'équipe. Après une première saison avec 15 réalisations, il marque 20 buts d'août à décembre 2006. Ses impressionnantes statistiques attirent les convoitises de plusieurs clubs en Premier League mais aussi en Eredivisie. Le 30 janvier 2007, il s'engage finalement pour 5 ans et 75 000 euros à SC Heerenveen. Il est prêté jusqu'à la fin de la saison au Sparta Rotterdam où il marque 2 buts en 8 matchs.
Lors de la saison 2007-08, il n'a pas pu assurer son rôle dans l'équipe d'Heerenveen en raison d'une blessure tenace au tendon d'Achille.
En 2008, il joue son premier match avec la sélection cap-verdienne et s'engage pour le FC Volendam pour se relancer.

## Carrière

### En club
| saison  | club                                     | pays     | matchs (buts) |
| ------- | ---------------------------------------- | -------- | ------------- |
| 1999-00 | Excelsior Rotterdam                      | Pays-Bas | 1 (0)         |
| 2000-01 | Excelsior Rotterdam                      | Pays-Bas | 11 (2)        |
| 2001-02 | Excelsior Rotterdam                      | Pays-Bas | 31 (15)       |
| 2002-03 | Excelsior Rotterdam                      | Pays-Bas | 31 (5)        |
| 2003-04 | Excelsior Rotterdam                      | Pays-Bas | 27 (5)        |
| 2004-05 | Excelsior Rotterdam                      | Pays-Bas | 0             |
| 2005-06 | FC Dordrecht                             | Pays-Bas | 33 (15)       |
| 2006-07 | FC Dordrecht →Sparta Rotterdam (prêt)    | Pays-Bas | 25 (20) 8 (2) |
| 2007-08 | SC Heerenveen                            | Pays-Bas | 0 (0)         |
| 2008-09 | →FC Volendam (prêt) →FC Dordrecht (prêt) | Pays-Bas | 4 (0) 17 (12) |
| 2009-10 | →FC Zwolle (prêt)                        | Pays-Bas | 27 (8)        |
| 2010-11 | FC Dordrecht                             | Pays-Bas | 30 (9)        |
| 2011-12 | FC Dordrecht                             | Pays-Bas | 32 (16)       |

### Internationale
- 2008-... : 1re sélection en équipe du  Cap-Vert en 2008 face au Luxembourg.